# Anoncia alboligula
Anoncia alboligula är en fjärilsart som beskrevs av Ronald W. Hodges 1962. Anoncia alboligula ingår i släktet Anoncia och familjen fransmalar. Inga underarter finns listade i Catalogue of Life.